# 论人类不平等的起源与基础
《论人类不平等的起源与基础》（法語：Discours sur l'origine et les fondements de l'inégalité parmi les hommes），亦譯為《論人與人之間不平等的起因和基礎》，又名第二讲演集，是让-雅克·卢梭為回應法國第戎科學院徵文題目所撰寫的作品，它于1755年在阿姆斯特丹出版。

## 內容
卢梭在这部作品中推測了人类當初所生存的自然状态的情況，並且描述其後來演變成進入社會狀態的過程。按照他的观点，私有制是所有不平等的起源和基础。